# Triplophysa scapanognatha
Triplophysa scapanognatha är en fiskart som beskrevs av Prokofiev 2007. Triplophysa scapanognatha ingår i släktet Triplophysa och familjen grönlingsfiskar. Inga underarter finns listade i Catalogue of Life.